# Fritz-Bauer-Straße 15
Das Haus in der Fritz-Bauer-Straße 15 (bis 30. April 2023 Hindenburgstraße 15) ist ein Bauwerk in Darmstadt.

## Geschichte und Beschreibung
Das zweigeschossige Haus wurde im Jahre 1925 von dem Architekten Jakob Krug entworfen und in den Jahren 1926 und 1927 erbaut.
Stilistisch gehört das Haus zum Expressionismus.
Der blockhafte, symmetrische Baukörper ist mit seiner Breitseite zur Hindenburgstraße hin orientiert. Der Dachfirst ist in die Tiefe ausgerichtet.
Der ursprünglich vorhandene, kleine Giebel des Eingangsbereichs existiert heute nicht mehr.
Die treppenartige Abstufung des Dachgeschosses endet in einem spitzen Giebel.
Die Horizontale wird durch Gesimse betont.
Die Form des Spitzgiebels – der früher durch ein doppeltes Kranzgesims betont wurde – wiederholte sich in den Dachfenstern und den Fensterverdachungen des Erdgeschosses, heute nur noch im Brüstungsabschluss der Dachterrassen und im Gitter der Einfriedung.
Der Grundriss gestattete es, jedem Zimmer einen Freibereich zuzuordnen.
Der Balkon über dem Norderker ist heute überbaut.

## Denkmalschutz
Das Haus ist – trotz der Veränderungen – ein Beispiel expressionistischer Architektur in Darmstadt.
Aus architektonischen und stadtgeschichtlichen Gründen ist das Gebäude ein Kulturdenkmal.